# Marc Treiber
Pour les articles homonymes, voir Treiber.
Marc Treiber (né en 1962) est un joueur français de Scrabble. Il a fini premier ex æquo avec Paul Levart aux Championnats du monde de Scrabble francophone en duplicate (1980-1989) en 1989, la première des deux fois qu'un championnat du monde francophone s'est terminé sur une égalité. Après vérification, au départage par classement par parties, Levart fut déclaré champion du monde. En 1990, Marc Treiber est champion du monde de Scrabble francophone. En 1993 il remporte également le championnat de France puis le championnat de France de parties blitz en 1998. Également doué en Scrabble classique, il a remporté le Championnat de France de Scrabble classique deux fois d'affilée en 1993 et 1994. Treiber est le seul joueur ayant remporté le championnat de France classique et le championnat de France duplicate dans la même année (1993).
En 2006, il participe au championnat du monde par paires avec Guy de Bruyne et a fini quatrième.
En 2010, il participe au Championnat de France en paires avec son épouse Christèle Treiber et finit deuxième.
Joueur polyvalent, Marc Treiber a également participé à l'émission Questions pour un champion en 1995, terminant deuxième des Masters de bronze et cinquième des Masters d'argent. En 2008, il remporte la cagnotte de 50 000 € après ses cinq victoires d'affilée à l'émission Questions pour un super champion.
Il participe à d'autres jeux culturels. Il a ainsi été remarqué au Jeu de 1000 euros sur France Inter. En 2004, il a également fait partie, avec Guy De Bruyne à nouveau notamment, de l'équipe des Bisons qui a remporté un triomphe, jamais égalé depuis, lors de la deuxième édition du jeu culturel Fun Quizz de la Table Ronde de Namur.

## Palmarès
- Champion du monde (1990)[4]
- Champion du monde par paires
  - avec Thierry Chincholle (1990)
  - avec Florian Lévy (1997)
- Champion de France en duplicate (1993)
- Champion de France en classique (1993, 1994)
- Champion de France de blitz (1998)
- Champion de France par paires
  - avec Florian Lévy (1994, 1995, 1999)
- Vainqueur du Festival d'Aix-les-Bains (1992)[5]